# Ole Beich
Ole Beich (Esbjerg, 1955. – 1991.) je bio danski gitarist i basist
U svojim mlađim godinama je postao lokalna rock'n'roll ikona sa svojim Fender Telecasterom, dobrim izgledom, dugom plavom kosom i rock'n'roll stavovima. Njegovi omiljenici su bili Rolling Stones, Ten Years After, Cactus, Led Zeppelin i Link Wray. Svirao je i gitaru i bas s nekoliko danskih sastava prije nego što se odlučio otiči u Los Angeles da istraži tamošnju rock scenu. Postao je izvorni basist sastava L.A. Guns i Guns N' Roses, a i svirao je za L.A. Guns Extended play (mini-album) Collector's Edition No. 1. Singers Axl Rose i Michael Jagosz zajedno su se nasljeđivali kao glavni vokalist za L.A. Guns-e za vrijeme kada je Ole Beich bio u sastavu. Beich je svirao na nekoliko Guns N' Roses izlaganja rano u 1985. prije što je napustio sastav. Beich je umro 1991. g., utopivši se jezeru Sct. Jørgens u središtu Kopenhagena, pod nepoznatim okolnostima.